# Клируотер (округ, Айдахо)
Кли́руотер (англ. Clearwater) — округ в штате Айдахо. Административным центром является город Орофино.

## История
Округ Клируотер был основан 27 февраля 1911 года. Он получил название в честь реки Клируотер, названной так по оригинальному имени реки «Кус-кус-кай-кай», что на индейском наречии не-персе означает «чистая вода». В сентябре 1805 года землями округа прошли Льюис и Кларк. Около места, где сейчас расположен город Уипп, они обнаружили поселения индейцев не-персе. В 1860 году на территории округа были впервые обнаружены месторождения золота.

## Население
По состоянию на июль 2008 года население округа составляло всего 8 174 человек. С 2003 года население уменьшилось на 3,17 %. Ниже приводится динамика численности населения округа.

## География
Округ Клируотер располагается в северной части штата Айдахо. Площадь округа составляет 6 444 км², из которых 69 км² (1,07 %) занято водой.
|                 |           | Шошоне                                      |
| Лейто, Нез-Перс | север     | Мизула (шт. Монтана), Минерал (шт. Монтана) |
| Лейто, Нез-Перс | Клируотер | Мизула (шт. Монтана), Минерал (шт. Монтана) |
| Лейто, Нез-Перс | юг        | Мизула (шт. Монтана), Минерал (шт. Монтана) |
| Льюис           | Айдахо    |                                             |

### Дороги
- — US 12
- — ID 7
- — ID 8
- — ID 11

### Города округа
- Орофино
- Пирс
- Уипп
- Элк-Ривер

### Достопримечательности и охраняемые природные зоны
- Карибу-Тарги (частично)
- Нез-Перс (частично)
- Сент-Джо (частично)